# Богуцький Вацлав Антонович
Богуцький Вацлав Антонович (1884–1937) — білоруський і польський більшовицький партійний діяч.

## Біографія
Народився 1884 року в містечку Буракув у Польщі, за фахом робітник-металіст. 1904 року вступив до Соціал-демократичної партії Польщі й Литви, проводив революційну роботу в Білорусі й на Кавказ, 8 разів був заарештований. 1906 року був делегатом п'ятого з'їзду РСДРП від Гродненської губернії. Провів понад 4 роки у в'язницях.
1910 року втік від переслідувань до Америки, де працював над організацією соціал-демократичних груп польських робітників. 1912 повернувся до Росії . 1917 року організував групу соціал-демократів Польщі й Литви у Тіфлісі, де був членом виконкому Ради робітничих і солдатських депутатів від армії; у 1918 — голова Гродненської Ради й комітету партії, брав участь у створенні комуністичної організації в Білостоку .
З 1919 року — член ЦК Компартії Литви й Білорусі та голова Мінської НК. З травня 1922 до лютого 1924 року був відповідальним секретарем ЦК КП Білорусі й заступником голови РНК БРСР. Потім працював представником КП Польщі у Виконкомі Комінтерну, член ЦК КП Польщі у 1925–1930 роках. З 1929 на профспілковій роботі: займав пости голови ЦК профспілки зв'язківців, голови Скандинавської секції Профінтерну. Член спецколегії Хабаровського крайового суду. Член ЦВК СРСР. Делегат 10, 11 і 12 з'їздів РКП(б).
Заарештований 5 вересня 1937 року. 19 грудня 1937 Воєнною колегією Верховного суду СРСР за участь у польській шпигунській диверсійно-терористичній організації засуджений до вищої міри покарання. Розстріляний того ж дня на розстрільному полігоні Комунарка, де й був похований.
Реабілітований 31 березня 1956 року.